# Wiloatma teava
Wiloatma teava är en insektsart som beskrevs av Webb 1983. Wiloatma teava ingår i släktet Wiloatma och familjen dvärgstritar. Inga underarter finns listade i Catalogue of Life.